# 福岡高速6号アイランドシティ線

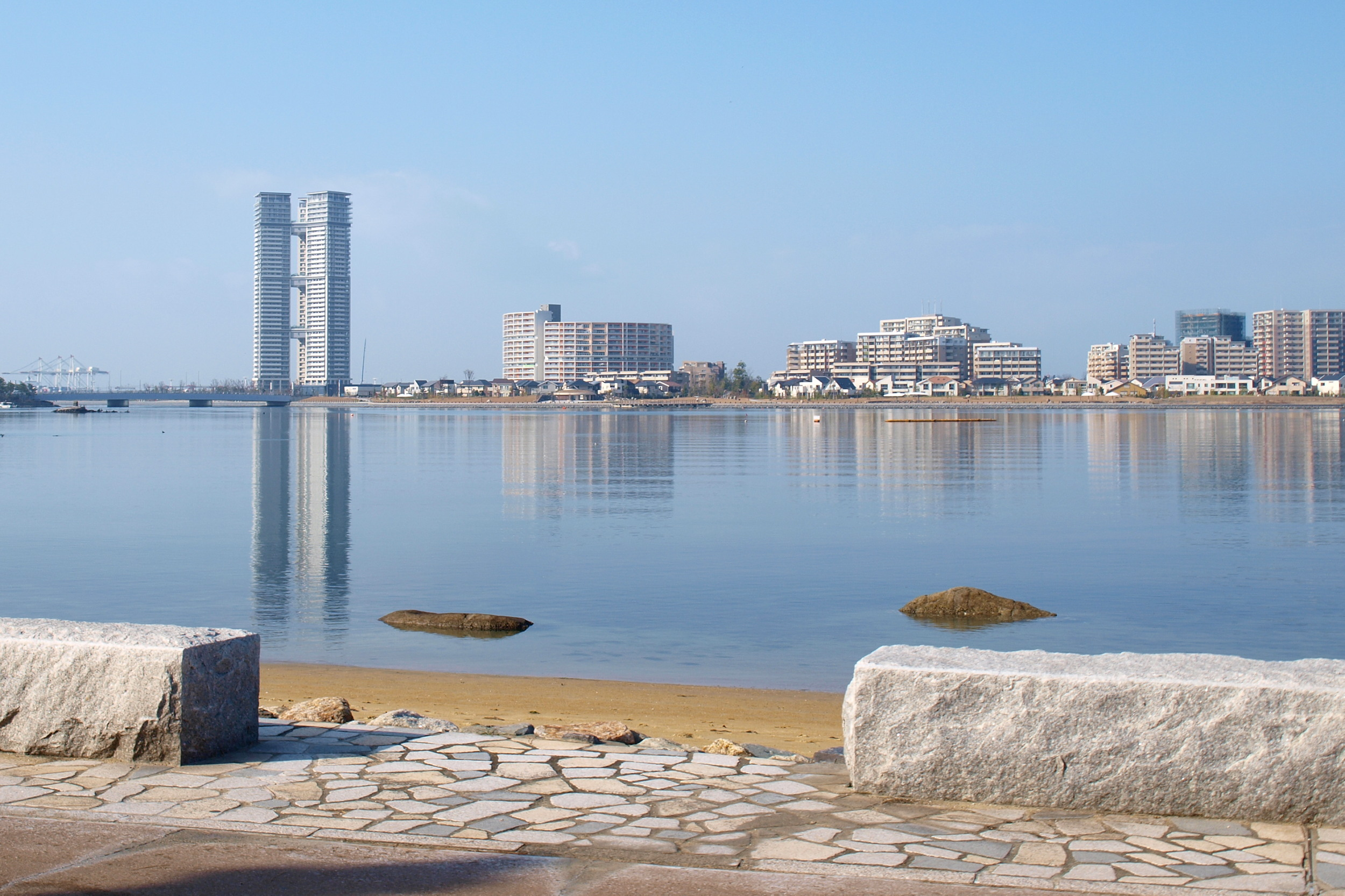
福岡アイランドシティが奥に見える

福岡高速6号アイランドシティ線（ふくおかこうそく6ごうアイランドシティせん）は、福岡市東区に存在する福岡高速道路の路線の1つ（都市高速道路）である。都市計画における名称は「福岡都市計画道路1・4・8号自動車専用道路アイランドシティ線」とされている。また、「臨港道路アイランドシティ3号線」といった名称も持つ。

## 概要
福岡高速1号香椎線と博多湾に浮かぶ人工島である福岡アイランドシティとを結ぶ路線で、福岡市東部の交通混雑の緩和および広域的な交通需要や港湾物流の増加、新青果市場（ベジフルスタジアム）の開場などに伴う交通需要に対応し、交通の円滑化を図ることを目的として整備されるものである。
東区香椎浜一丁目に新設される香椎浜ジャンクションから分岐し、香椎浜北公園を通り抜け、香椎アイランドブリッジに並行して架橋される橋梁で博多湾を渡り、福岡市立こども病院付近に建設されるアイランドシティ出入口に至る。路線延長は約2.5kmで、道路規格は第2種第2級（片側2車線）、設計速度は60km/h。
建設費は401億円であり、2016年に工事に着手された。道路は地震に対する対策も行っており、安全性にも配慮された構造となっている。
1号香椎線とは千鳥橋JCT方面にのみ接続している。

## 建設の経緯
2010年3月26日から1か月間、福岡県・福岡市・福岡北九州高速道路公社による環境アセスメントの方法書の縦覧が行われ、2011年7月21日に都市計画素案（ルート）が公表された。都市計画スケジュールは、2012年度内に都市計画案の公告・縦覧と県都市計画審議会への付議を完了した。
2012年1月30日から2月13日まで、都市計画原案の閲覧が実施された。これによれば、都市計画案の公告・縦覧と環境アセスメント結果（準備書）の公告・縦覧が2012年春頃に同時に行われた。
2012年3月30日から5月1日まで、アセスメント準備書と都市計画案の縦覧が実施された。2013年1月11日に、環境省が意見書を提出している。
2013年8月9日に、環境影響評価が確定し、都市計画決定手続きが完了した。
さらに2013年12月に、博多港の港湾計画上の「臨港道路アイランドシティ3号線」（4車線、4.9 ha）としても位置づけられた。
2016年度に福岡都市高速道路の福岡高速6号線として事業化された。2016年度は橋脚の工事に着手した。全体事業費は、292億円であり、その内訳は、次のようになっている。
| 事業名       | 事業費(億円) | 割合（％） |
| ------------ | ------------ | ---------- |
| 有料道路事業 | 154          | 52.7       |
| 街路事業     | 28           | 9.6        |
| 港湾整備事業 | 110          | 37.7       |
| 合計         | 292          | 100.0      |

有料道路事業と街路事業の2016年度の事業費は、約18億円であり、このうち橋脚下部工工事費に14億円、用地補償費に4億円が見込まれている。

## 路線番号・通称
この路線の路線番号は6である。通称名は「アイランドシティ線」である。

## 接続高速道路
- 福岡高速1号香椎線（香椎浜JCT[6]で接続）[1]

## 出入口など
- 全区間福岡市東区に所在。
- 出入口番号欄の背景色が■である部分については道路が供用済みの区間を示している。

| 出入口番号 | 施設名                 | 接続路線名 | 起点から (km) | 備考               |
| ---------- | ---------------------- | ---------- | ------------- | ------------------ |
| -          | 香椎浜JCT              | 香椎線     | 0.0           | 千鳥橋方面のみ接続 |
| 601        | アイランドシティ出入口 |            | 2.5           |                    |

## 歴史
- 2016年（平成28年） : 着工[7]。
- 2020年（令和2年）9月1日 : ジャンクションや出入口の名称が決定[6]。
- 2021年（令和3年）3月27日 : 香椎浜JCT - アイランドシティ出入口間供用開始、全線開通[2]。

## 交通量
24時間交通量（台）　道路交通センサス
| 区間                               | 平成27（2015）年度 |
| ---------------------------------- | ------------------ |
| 香椎浜JCT - アイランドシティ出入口 | 調査当時未開通     |

（出典：「平成27年度全国道路・街路交通情勢調査」（国土交通省ホームページ）より一部データを抜粋して作成）
- 令和2年度に実施予定だった交通量調査は、新型コロナウイルスの影響で延期された[19]。